# Волгоградская улица (Казань)
Улица Волгоградская — улица в городе Казани, почти по всей длине являющаяся де-факто бульваром с проезжей частью по бокам. Названа в честь города-героя Волгограда в 1961 году.

## История
Первые жилые дома на улице (в частности, дом № 2/3-я Союзная, 48, снесённый при застройке территории многоэтажными домами), находившейся в северной части Ивановской стройки появились до 1917 года. Во второй половине 1920-х названа Ленинградской улицей, при этом в 1920-е годы разные участки улиц параллельно назвались улицей Горняков (участок между кварталами №№ 156, 162 и № 161 слободы Восстания) и улицей Скачкова (в честь Всеволода Скачкова, комиссара финансов Казанской Советской Республики, погибшего в боях за Казань, северная односторонка кварталов №№ 98 и 158 слободы Восстания). Решением исполкома Казгорсовета № 731 от 29 ноября 1961 года переименована в Волгоградскую улицу.
Первоначально улица имела малоэтажную деревянную застройку. В первой половине 1960-х годов эти дома были снесены в связи с застройкой кварталов 34-35 и 42 Ленинского района; в результате застройки кварталов 36 и 41 этого же района в конце 1960-х годов и административных зданий чуть восточнее этих кварталов в 1970-х годах улица оказалась продлена до улицы Бондаренко.
После вхождения Ивановской стройки в состав Казани улица административно относилась к слободе Восстания, входившей в 6-ю часть города; после создания в городе административных районов относилась к Заречному (позже — Пролетарскому, 1925—1934), Ленинскому (1934—1973), Московскому и Ленинскому (1973—1995), Московскому и Ново-Савиновскому (с 1995) районам.

## Расположение
Улица Волгоградская пролегает с запада на восток от пересечения с улицей Декабристов (Московский район Казани) до пересечения с улицей Бондаренко (Ново-Савиновский район Казани), упираясь в парк Победы.
Улица Волгоградская пересекает две магистральные казанские дороги: проспект Ибрагимова и улицу Короленко.
Проезжие части улицы Волгоградская разделены высокой грунтовой разделительной полосой. На данной разделительной полосе высажены деревья, кустарники, а также размещены социально значимые объекты (крупнейшая автостоянка района, автосервисы) и объекты общественного питания.
На разделительной полосе около пересечения с проспектом Ибрагимова находится памятник городу-герою Волгограду. Напротив него, на участке, расположенном в Ново-Савиновском районе, разделительная полоса выполнена в виде небольшого сквера.

## Обустройство дорожной сети
Улица Волгоградская пересекает следующие улицы с запада на восток (по нумерации домов):
- Улица Декабристов
- Улица Тунакова — перекрёсток расположен только на чётной стороне улицы
- Улица Фурманова — перекрёсток расположен только на чётной стороне улицы
- Проспект Галимджана Ибрагимова
- Улица Короленко
- Улица Бондаренко

Ранее также пересекалась с улицами Партизанская и Селянская.
Помимо пешеходных переходов, оборудованных светофорами, на улице имеется также два нерегулируемых пешеходных перехода:
- Нерегулируемый пешеходный переход около перекрёстка с улицей Фурманова (от ул. Фурманова, дом 50 до ул. Волгоградская, дом 23)
- Нерегулируемый пешеходный переход между Школой № 71 и Школой № 91 (от ул. Волгоградская, дом 26 до ул. Волгоградская, дом 37)

На улице Волгоградская, помимо перекрёстков, расположены два нерегулируемых разворота:
- С чётной стороны на нечётную сторону (от ул. Волгоградская, дом 2 до ул. Волгоградская, дом 1)
- Двунаправленный разворот около ул. Волгоградская, дом 28А

## Объекты, расположенные на улице
- № 6, 18 — жилые дома управления строительства «Теплоэнергострой-2».[17]
- № 11а — детский сад ДОУ № 240 «Теремок»
- № 12 — жилой дом треста «Гидроспецстрой».[18]
- № 14 — жилой дом треста «Казаньхимстрой».[19]
- № 22 — жилой дом треста «Гидроспецстрой».[18] В этом доме расположено почтовое отделение № 44.
- № 24 (ранее: Коллективная, 41) — жилой дом химзавода имени Куйбышева.[20]
- № 26 (ранее: Коллективная, 41а) — школа № 91.
- № 28 — жилой дом КАПО.[20]
- № 26 — средняя общеобразовательная школа № 91.
- № 32 — администрация Ново-Савиновского района города Казани.
- № 37 — отдел полиции № 7 «Гагаринский».
- № 39а — средняя общеобразовательная татарско-русская школа № 71 с углубленным изучением отдельных предметов
- № 47 — Министерство труда, занятости и социальной защиты Республики Татарстан

## Общественный транспорт
Улица Волгоградская, несмотря на относительно малую ширину проезжей части, является важной городской дорогой, по которой проложено множество маршрутов автобусов и троллейбусов. В период строительных работ в середине улицы Декабристов, улица Волгоградская приняла на себя основную нагрузку по пассажирским перевозкам в Московском районе г. Казани.
9 мая 2013 года была у западного конца улицы была открыта станция «Яшьлек» первой (Центральной) линии, которая, согласно плану развития Казанского метрополитена, будет являться пересадочной на проектируемую станцию «Волгоградская» второй (Савиновской) линии.

## Фотографии
- В начале улицы (устаревшая фотография)
- Вид в сторону московского рынка (устаревшая фотография)
- Проезжая часть улицы